# Seiza

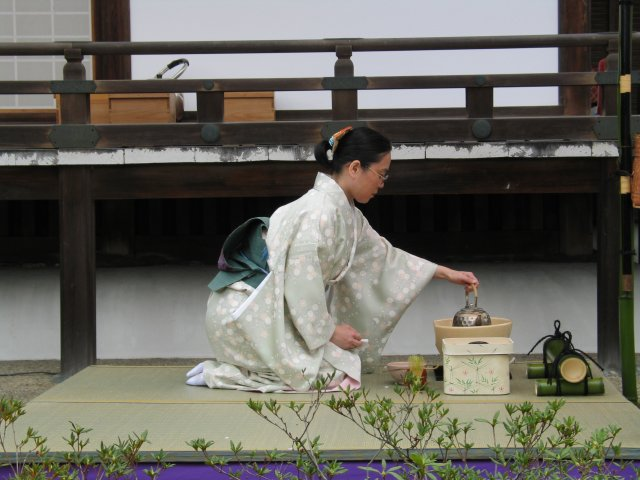
Frau im Seiza bei der Teezeremonie

Seiza (jap. 正座, ursprünglich: 正坐, dt. „richtig sitzen“) oder Fersensitz ist die traditionelle japanische Sitzhaltung, bei der man kniend auf den Fersen sitzt, den Spann auf dem Boden, rechte über linke große Zehe, den Rücken gerade aufgerichtet. Die Seiza-Sitzhaltung kann für Ungeübte nach einer Weile schmerzhaft werden.
Im alten Japan wurde grundsätzlich im Seiza gesessen, da es keine Stühle gab. Es gibt Berichte über einen Shōgun der Sengoku-Zeit, der über einen Stuhl so erstaunt war, dass er ihn bei Prozessionen vor sich hertragen ließ.
Seiza wird jenen Zazen-Übenden als Sitzhaltung empfohlen, denen es nicht möglich ist, die so genannte „Lotos-Haltung“ (Kekka-Fuza, Sanskrit: Padmasana) einzunehmen, die im „Fernen Osten“ als die geeignetste Sitzhaltung für die Meditation angesehen wird.
Seiza war außerdem die vorgeschriebene Körperhaltung beim rituellen Suizid (Seppuku) eines Samurai.
Seiza ist eher eine „bequeme“ Sitzhaltung. Bei formellen Anlässen wird im Kiza gesessen, d. h. mit aufgestellten Füßen. Eine dritte, halb kniende Haltung, die auf die Sitzposition der Samurai in Rüstung zurückgeht, ist Tatehiza. In manchen japanischen Kampfkünsten sind Seiza, Kiza und Tatehiza ein Teil der zeremoniellen Abläufe, beispielsweise beim Iaidō oder Kyūdō.

## Kiza

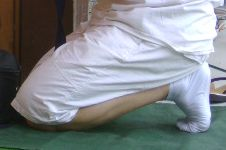
Ansicht des Kiza von der Seite

Beim Kiza (跪座, dt. „kniend sitzen“) sitzt man so auf den Fußballen, sodass die Zehen aufgestellt sind und nach vorne zeigen und das Gesäß auf den Fersen ruht; die Fußsohlen sind senkrecht und zeigen nach hinten. Durch die höhere Anspannung und Einsatzbereitschaft der Füße war dieser Sitz vor allem wichtig für Samurai in Bezug auf ihre Kampfbereitschaft, aber auch um diese sowie allgemein hohe Aufmerksamkeit demonstrativ bzw. zeremoniell zu zeigen.

## Körperhaltung
Ansonsten gelten sowohl für Seiza als auch Kiza folgende Punkte, wobei Variationen vom jeweiligen Anlass und Verwendung (z. B. Kampfkunst) gegeben sind.
- Männer lassen ca. eine bis zwei Faustbreiten Abstand zwischen den Knien, Frauen halten keinen Abstand
- Kopf, Hals und Wirbelsäule aufrecht haltend
- Brust und Schultern entspannt
- das Gewicht liegt zentral im unteren Bauchbereich
- Augen gerade
- der Mund bleibt geschlossen (solange er nicht benutzt wird)
- Finger liegen entspannt zusammen